# Tommy Gunn (aktor)
Tommy Gunn (ur. 13 maja 1967 w Cherry Hill) – amerykański aktor pornograficzny, reżyser, producent filmowy i kaskader.
Swój pseudonim zaczerpnął od nazwiska fikcyjnej postaci z filmu Rocky V (1990) – antagonisty Tommy’ego „Maszyny” Gunna, granej przez profesjonalnego boksera Tommy’ego Morrisona. W 2016 został wprowadzony do Galerii Sław AVN.

## Wczesne lata
Urodził się w Cherry Hill w hrabstwie Camden w New Jersey w rodzinie pochodzenia włoskiego i chińskiego. Jego matka była pół–Chinką, a ojciec Włochem. Jako dziecko potrzebował dużo uwagi, był niewielkiej postury. W dzieciństwie zainteresował się sportem, przede wszystkim piłką nożną, jazdą na rowerze BMX i motocyklami.
Kiedy miał 17 lat, stracił dziewictwo. Po ukończeniu szkoły średniej grał w zespole i pracował jako mechanik motocyklowy. Kiedy miał 23 lata, zaczął chodzić na siłownię, ponieważ zdał sobie sprawę, że większość dziewcząt lubi ćwiczących mężczyzn. Wkrótce zaczął brać udział w zawodach kulturystycznych. Pracował jako mechanik motocyklowy.

## Kariera w branży porno
Wziął udział w konkursie na „gorące ciało” w lokalnym barze, gdzie spotkał człowieka, który zaproponował mu pracę striptizera. Przez dziesięć lat pracował jako tancerz, podróżował na obszarze całego USA, ale też po świecie. Jedna z jego dziewczyn, która była również striptizerką, poprosiła go, by przyłączył się do niej podczas podróży do Los Angeles. Tam spotkał Brada Armstronga, reżysera i producenta porno, który pomógł mu rozpocząć karierę w branży. W 1991 wziął udział w sesji zdjęciowej dla magazynu „Playgirl”.
16 lutego 2004 trafił po raz pierwszy przed kamery. Związał się z agencją LA Direct Models. 8 stycznia 2005 w The Venetian w Paradise podczas 22. edycji gali wręczenia nagród magazynu „Adult Video News” został uhonorowany AVN Award dla najlepszego debiutanta. W 2005 był nominowany do branżowej nagrody AVN Award za najlepszą scenę seksu grupowego – wideo za występ w filmie Wicked Pictures Oko obserwatora (Eye of the Beholder, 2004) z Jessicą Drake, Lezley Zen i Monicą Sweetheart. 

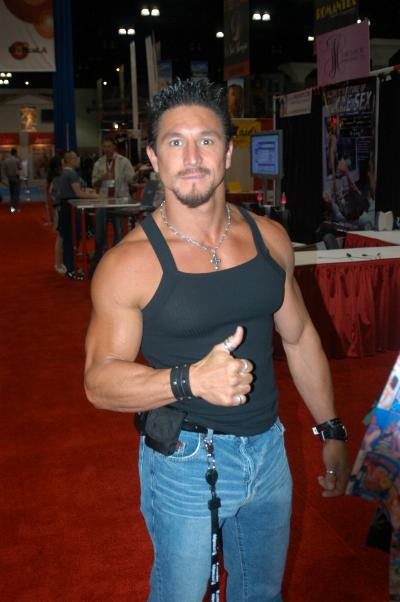
Tommy Gunn w Los Angeles (2007)

Za rolę złoczyńcy kapitana Erika Victora Stagnettiego w filmie Pirates (2005) otrzymał nagrodę AVN dla najlepszego aktora drugoplanowego. 
W 2007 został laureatem AVN Award dla najlepszego wykonawcy roku. W 2009 na festiwalu w Cannes zdobył dwie nominacje do francuskiej nagrody Hot d’or dla najlepszego aktora amerykańskiego (za rolę porucznika Steele’a w Hearts & Minds 2: Modern Warfare z 2008) i najlepszego wykonawcy amerykańskiego. 
W 2012 był nominowany do AVN Award za najlepszą scenę seksu grupowego za występ w produkcji Wicked Pictures The Rocki Whore Picture Show: A Hardcore Parody (2011) z Annie Cruz, Alektrą Blue, Jessicą Drake, Kaylani Lei, Brandy Aniston, Nikki Daniels, Lucky Starr, Pumą Swede, Kirsten Price, Randy Spearsem, Marcusem Londonem, Ronem Jeremym, Jackiem Vegasem, Dickiem Chibblesem, Rocco Reedem i Makiem Turnerem. 
W 2018 na gali rozdania XCritic Awards zdobył nominację do nagrody specjalnego uznania za „wiele zadań na planie i powrót po poważnej kontuzji ręki”. 

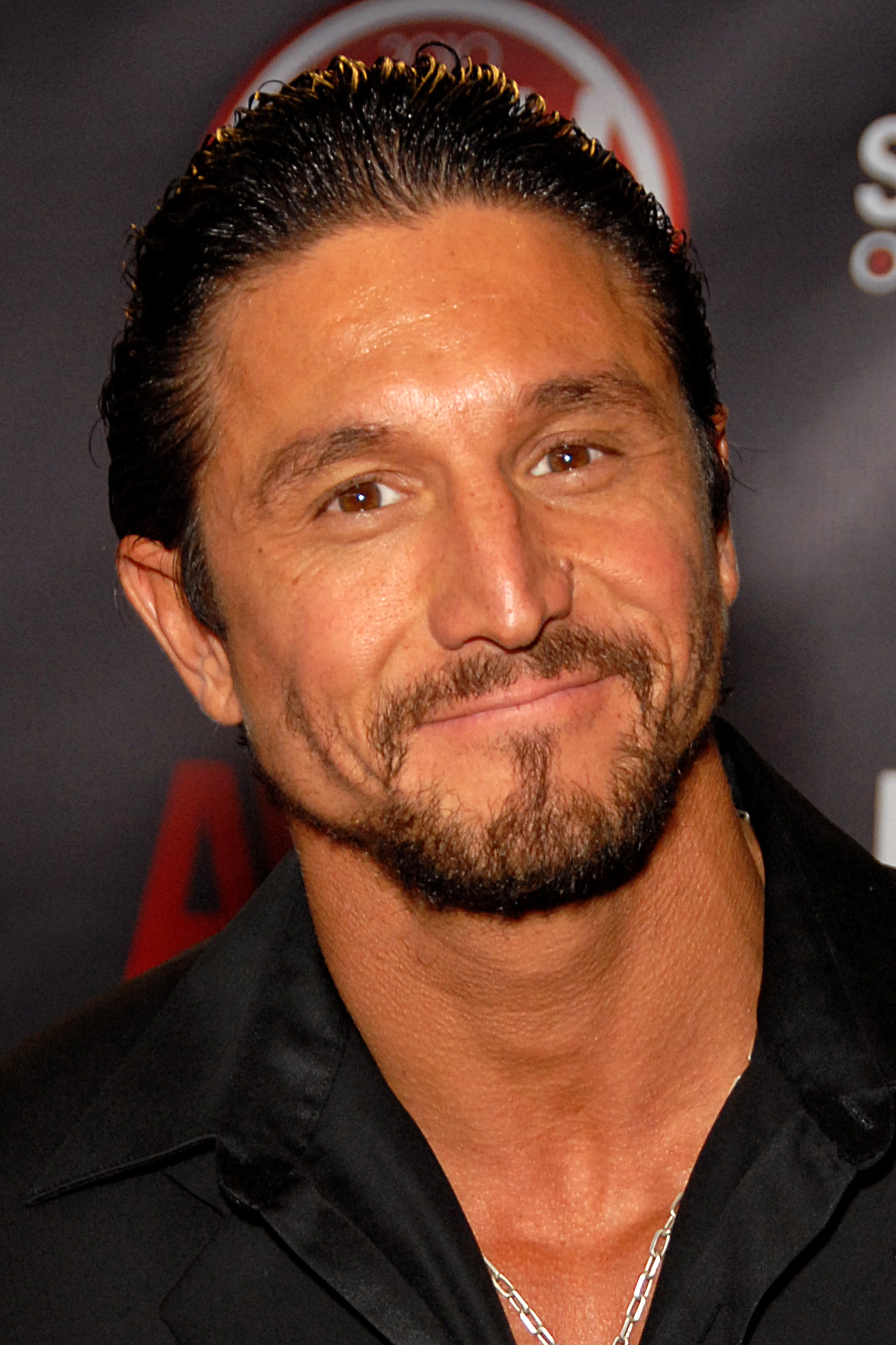
Gunn w Los Angeles (2010)

Jego ulubionym rodzajem filmów porno stały się filmy akcji. Zrealizował przygodowy film 3D Cummin’ At You Interactive 3D! (2008). 
Zagrał w parodiach porno, takich jak Kill Jill: Volume 2 (2007), sequelu Pirates II: Stagnetti’s Revenge (2008), Bonny & Clide (2010) jako szeryf Hamer, The Avengers XXX: An Extreme Comixxx Parody (2011), Top Guns (2011) jako John James / „Gunman”, Justice League of Porn Star Heroes (2011) jako generał, The Rocki Whore Picture Show: A Hardcore Parody (2011) jako Wolverine jako Transylvanian, Zorro XXX: A Pleasure Dynasty Parody (2012) jako Don Rafael z Ramónem Nomarem w roli tytułowego protagonisty, Star Wars XXX: A Porn Parody (2012) jako R2-D2 (głos), Xena XXX: An Exquisite Films Parody (2012) jako Ares, Spartacus MMXII: The Beginning (2012) jako gladiator Crixus, X-Men XXX: An Axel Braun Parody (2014) jako Wolverine / Logan, Apocalypse X (2014), American Hustle XXX Porn Parody (2014) jako zawodowy oszust Irving Rosenfeld, Magic Mike XXXL: A Hardcore Parody (2015) jako Big Dick i Peter Pan XXX: An Axel Braun Parody (2015) jako Bigodick.
Producent gadżetów erotycznych Topco Sales wykonał wierny odlew zewnętrznych narządów płciowych Gunna i sporządziła ich silikonowe kopie w skali 1:1.

## Rankingi
W 2015 zajął siódme miejsce Top 20 najczęściej wyszukiwanych aktorów porno w Google. W 2018 zwyciężył w rankingu „Top 10 znanych męskich gwiazd porno”. Znalazł się wśród pięciu najlepszych wykonawców Adult Time 2020 w Montrealu. W 2021 trafił na listę TOP 20 najlepszych gwiazdorów porno na świecie, a w 2022 – na listę 18. najgorętszych gwiazdorów porno.

## Obecność w kulturze masowej
Wziął udział w teledysku Rilo Kileya do piosenki „The Moneymaker” (2007). Znalazł się też w obsadzie seriali: FX Synowie Anarchii (Sons of Anarchy, 2009), HBO Ekipa (Entourage, 2010; 7 sezon, odc. 10 Lose Yourself) w roli Porn Vince’a i Worldwide Cyber Enterprises Hard Times (2015) jako dostawca pizzy Dick.
Gościł w filmach dokumentalnych, w tym After Porn Ends (2010) i BBC Two Twilight of the Porn Stars (2012). 
Wystąpił w irlandzkiej operze mydlanej RTÉ One Fair City (2014) jako siostrzeniec Beli Doyle’a, a także w horrorze KillFuck (2011) jako T., komedii Mommy & Me (2011) jako Obskurny Sam ze Stevenem Bauerem oraz horrorze Davida Haytera Wilki (Wolves, 2014) jako Robbie z Lucasem Tillem i Jasonem Momoą.
Wziął udział w programie telewizyjnym Gwiazdy lombardu (Pawn Stars).

## Życie prywatne
Był żonaty z Shaną Hiatt. 18 czerwca 2005 zawarł związek małżeński z węgierską aktorką porno Ritą Faltoyano, z którą rozwiódł się w 2008. Pytany w sierpniu 2007 w wywiadzie, czy nie było romansu między nim i koleżanką z planu Ashlynn Brooke, odpowiedział: „Myślę, że jesteśmy dla siebie kimś więcej”. Jednak ich związek się zakończył. W 2013 związał się z Cameron Dee.

## Nagrody
| Rok  | Nagroda            | Kategoria                                         | Film                                     | Pozostali wykonawcy                                                                          |
| ---- | ------------------ | ------------------------------------------------- | ---------------------------------------- | -------------------------------------------------------------------------------------------- |
| 2005 | AVN Award          | Najlepszy debiutant                               | –                                        | –                                                                                            |
| 2005 | XRCO Award         | Nowy ogier                                        | –                                        | –                                                                                            |
| 2006 | AVN Award          | Najlepsza scena seksu w parze – wideo             | Porn Star (2004)                         | Brittney Skye                                                                                |
| 2006 | AVN Award          | Najlepszy aktor drugoplanowy – wideo              | Pirates (2005)                           | –                                                                                            |
| 2006 | Eroticline Award   | Najlepszy aktor międzynarodowy                    | –                                        | –                                                                                            |
| 2006 | NightMoves Award   | Najlepszy nowy reżyser według fanów               | –                                        | –                                                                                            |
| 2006 | Ropey Volley Award | Najlepszy aktor – wideo                           | O; The Power of Submission (2006)        | –                                                                                            |
| 2007 | AVN Award          | Najlepsza grupowa scena seksu – film              | Fuck (2006)                              | Carmen Hart, Kirsten Price, Mia Smiles, Katsuni, Erik Masterson, Chris Cannon i Randy Spears |
| 2007 | AVN Award          | Najlepsza scena seksu oralnego – film             | Fuck (2006)                              | Erik Masterson, Ice La Fox, Marcus London i Mario Rossi                                      |
| 2007 | AVN Award          | Najlepsza scena POV                               | Jack’s POV 2 (2006)                      | Naomi                                                                                        |
| 2007 | AVN Award          | Najlepszy wykonawca roku                          | –                                        | –                                                                                            |
| 2007 | XRCO Award         | Wykonawca roku                                    | –                                        | –                                                                                            |
| 2008 | NightMoves Award   | Najlepszy wykonawca roku według fanów             | –                                        | –                                                                                            |
| 2009 | NightMoves Award   | Hall of Fame (Sala Sław)                          | –                                        | –                                                                                            |
| 2011 | XBIZ Award         | Najlepszy wykonawca roku                          | –                                        | –                                                                                            |
| 2011 | NightMoves Award   | Najlepsza rola męska (Wybór redakcji)             | –                                        | –                                                                                            |
| 2015 | XBIZ Award         | Najlepsza scena seksu w parze                     | Skryta namiętność (Untamed Heart, 2014)  | Anikka Albrite                                                                               |
| 2016 | AVN Award          | AVN Hall of Fame (Video Branch)                   | –                                        | –                                                                                            |
| 2018 | XBIZ Award         | Najlepsza scena seksu                             | Sacrosanct (2017)                        | Katrina Jade, Charles Dera i Nigel Dictator                                                  |
| 2020 | XBIZ Award         | Najlepsza scena seksu – rzeczywistość wirtualna   | Santa’s Naughty List (2019)              | Adria Rae, Alex Blake, Gina Valentina, Lexi Lore, Maya Bijou i Taylor Blake                  |
| 2020 | AVN Award          | Najlepsza scena seksu w wirtualnej rzeczywistości | The Wanking Dead: Doctor’s Orders (2019) | Kenzie Reeves, Sofie Reyez, Gina Valentina i Jillian Janson                                  |
| 2024 | XRCO Award         | XRCO Hall of Fame                                 | –                                        | –                                                                                            |
| 2025 | Urban X Award      | Urban X Award Hall of Fame                        | –                                        | –                                                                                            |